# Griekenland op het Eurovisiesongfestival 2019

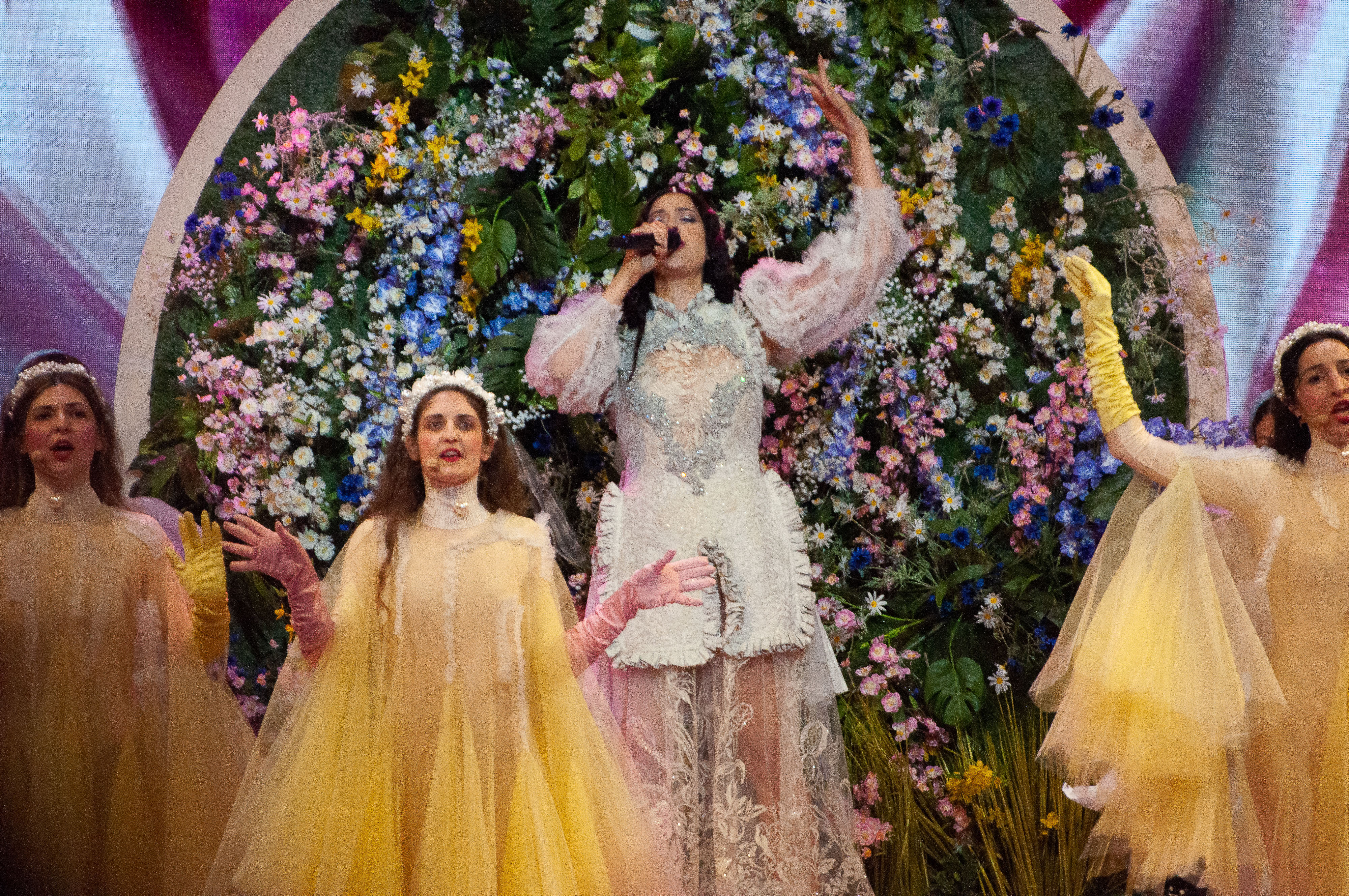
Katerine Duska (midden) tijdens haar optreden in de eerste halve finale.

Griekenland nam deel aan het Eurovisiesongfestival 2019 in Tel Aviv, Israël. Het was de 40ste deelname van het land aan het Eurovisiesongfestival. De Griekse omroep ERT verzorgde de Griekse inzending van 2019.

## Selectieprocedure
Op 14 januari lekte de Griekse media dat zangeres Katerine Duska het land zou gaan vertegenwoordigen in Israël. Een maand later, op 14 februari,  bevestigde de omroep dat Duska daadwerkelijk de Griekse kleuren ging verdedigen. 
Op 6 maart werd bekend dat de titel van de Griekse inzending de naam Better Love zal dragen. Het nummer was een van de favorieten van de bookmakers en er werd een top-10 plaats voorspeld.

## In Tel Aviv
Katerine Duska kwam met een act vol bloemen en zoete kleuren. Griekenland trad aan in de eerste halve finale, op dinsdag 14 mei 2018. Het land was als voorlaatste aan de beurt na Portugal en voor San Marino. Bij het bekendmaken van de finalisten bleek dat Griekenland zich had weten te plaatsen voor de finale.
In de finale trad Griekenland als 13e aan na Nederlandse inzending en voor de Israëlische bijdrage. Aan het eind van de puntentelling bleek dat Griekenland een teleurstellende 21ste plaats had bereikt met 74 punten. Griekenland kreeg twee keer 12 punten, van de Cypriotische jury en televoting.
1974 · 1975 · 1976 · 1977 · 1978 · 1979 · 1980 · 1981 · 1982 · 1983 · 1984 · 1985 · 1986 · 1987 · 1988 · 1989 · 1990 · 1991 · 1992 · 1993 · 1994 · 1995 · 1996 · 1997 · 1998 · 1999-2000 · 2001 · 2002 · 2003 · 2004 · 2005 · 2006 · 2007 · 2008 · 2009 · 2010 · 2011 · 2012 · 2013 · 2014 · 2015 · 2016 · 2017 · 2018 · 2019 · 2020 · 2021 · 2022 · 2023 · 2024 · 2025
Albanië · Armenië · Australië · Azerbeidzjan · België · Cyprus · Denemarken · Duitsland · Estland · Finland · Frankrijk · Georgië · Griekenland · Hongarije · Ierland · IJsland · Israël · Italië · Kroatië · Letland · Litouwen · Malta · Moldavië · Montenegro · Nederland · Noord-Macedonië · Noorwegen · Oostenrijk · Polen · Portugal · Roemenië · Rusland · San Marino · Servië · Slovenië · Spanje · Tsjechië · Verenigd Koninkrijk · Wit-Rusland · Zweden · Zwitserland